# Frank Aresti
Frank Aresti (Los Angeles, 12 settembre 1967) è un chitarrista statunitense, noto per aver fatto parte della progressive metal band Fates Warning.

## Carriera

### Gli inizi e il periodo con i Fates Warning
Prima di entrare a far parte dei Fates Warning, Frank Aresti era il chitarrista di una band speed metal di Hartford, Connecticut, chiamata Demonax. Nel 1985, con loro registrò un demo, Play That Metal Mean, ed un album uscito postumo – in edizione limitata in vinile -  nel 2001. 
Interessato però al lato più “sofisticato” e sperimentale dell’heavy metal, conobbe – grazie ad un amico giornalista – il chitarrista dei Fates Warning, Jim Matheos. In conseguenza dell’uscita del secondo chitarrista Victor Arduini, entrò in prova nella band – dopo un’audizione -  per il tour di promozione di The Spectre Within.
Entrato l’anno dopo in pianta stabile nei Fates Warning, vi rimase fino al 1996, partecipando a cinque album in studio e avendo un ruolo anche come compositore di musiche e testi: sue le canzoni In a Word su No Exit, Static Acts, A World Apart, The Arena su Perfect Symmetry e One Thousand Fires (con Matheos, Alder) in Darkness in a Different Light; sua la musica di Giant's Lore (Heart of Winter) (canzone composta assieme a John Arch) su Awaken the Guardian, di Anarchy Divine (con Matheos), Silent Cries (con Matheos, DiBiase e Zimmerman) e Shades of Heavenly Death (con DiBiase, Matheos e Zimmerman) su No Exit, di At Fates Hands su Perfect Symmetry (con DiBiase, Matheos); suoi i testi di Anarchy Divine, Shades of Heavenly Death, At Fates Hands (con DiBiase, Matheos), nonché di The Strand su Inside Out.

### Progetti vari e ritorno definitivo con i Fates Warning
A causa del crescente interesse verso differenti concezioni musicali, nel 1996 Aresti lasciò i Fates Warning. Nel decennio successivo si dedicò al progetto Dragonspoon, che fondeva elementi di industrial, musica elettronica, metal e trip-hop pubblicando un disco omonimo nel settembre del 2002, per la Hook In Mouth Records.
Dal 2003 al 2009, tornò nei Fates Warning come chitarrista in tour. Nel 2005, venne pubblicato il live video Live in Athens. Nello stesso anno, ha suonato come ospite la chitarra nella canzone The Ghost of Xavior Holmes, dall’album Capture the Magic degli Icarus Witch.
Nel 2010, prese parte alla reunion con la formazione del 1991, per suonare in alcune date selezionate dal vivo per intero il classico Parallels.
Nel 2011, è entrato a far parte del progetto progressive metal – parallelo ai Fates Warning -  di Jim Matheos e John Arch (Arch/Matheos), come chitarra solista aggiuntiva. Allo stesso tempo, entrò a far parte del gruppo thrash metal Dark Day Sunday, assieme a Jason Bittner degli Shadows Fall.
Nello stesso anno, tornò anche ufficialmente nei Fates Warning, con i quali pubblicò l’album del 2013 Darkness in a Different Light, ma non partecipò al tour – sostituito da Mike Abdow - per faccende private di lavoro e familiari.

### Situazione odierna
Nel 2016, ha partecipato alla reunion con la formazione originale in occasione del trentennale di Awaken the Guardian, suonando per intero il classico del 1986 in due date speciali: la prima al festival Keep It True XIX in Lauda-Königshofen (Germania), la seconda al festival ProgPower XVII ad Atlanta (Georgia, USA).
Nello stesso anno, ha lasciato di nuovo i Fates Warning, partecipando al disco Theories of Flight solo come ospite con due assoli; rimanendo, tuttavia, parte della “famiglia estesa” della band con probabili contributi come ospite nei futuri album.

### Il progetto All That Is
Un altro suo progetto di breve durata è stato il trio pop/rock All That Is, scioltosi subito dopo la registrazione di un demo.

## Discografia

### Con i Demonax
- 1985 - Play that Metal Mean (demo)
- 2001 - Demonax

### Con i Fates Warning
- 1986 - Awaken the Guardian
- 1988 - No Exit
- 1989 - Perfect Symmetry
- 1991 - Parallels
- 1994 - Inside Out
- 1995 - Chasing Time (raccolta)
- 2013 - Darkness in a Different Light
- 2017 - Awaken the Guardian Live (live)

### Con i DragonSpoon
- 2002 - DragonSpoon

### Con Arch/Matheos
- 2011 - Sympathetic Resonance
- 2019 - Winter Ethereal

### Collaborazioni

#### Con gli Icarus Witch
- 2005 - Capture the Magic

#### Con i Fates Warning
- 2016 - Theories of Flight (ospite in due assoli)

### Video

#### Con i Fates Warning
- 2005 - Live in Athens
- 2017 - Awaken the Guardian Live